# Claude Gaignebet
Claude Gaignebet, né le 24 janvier 1938 à Damas et mort le 5 février 2012, dans le 20ème arrondissement de Paris, est un folkloriste et mythologue français.

## Biographie
Il naît à Damas. Après une enfance au Liban, il accomplit à Paris des études d'abord en médecine, puis en sociologie; psychologie et ethnologie. Il a ainsi été l'élève de Claude Lévi-Strauss, Roger Bastide, Jacques Lacan, Pierre Bourdieu et André Leroi-Gourhan. À la fin des années soixante, il soutient une thèse de doctorat de troisième cycle sur Le Folklore obscène des enfants sous la direction de Roger Bastide : Jacques Lacan et Georges-Henri Rivière sont dans le jury. Son doctorat d'État - de 3000 pages -, soutenu en 1984, est consacré à l'étude de l'ésotérisme - spirituel et charnel - de Rabelais. Jacques Le Goff et Jean Céard font partie du jury (thèse publiée chez Maisonneuve et Larose avec pour titre A Plus Hault Sens).
Il a également été chargé de cours dans diverses universités parisiennes (Paris-I, -III, -VII, -VIII, -X) et à Strasbourg, avant d'être nommé Professeur des universités à l'université de Nice Sophia-Antipolis, à partir de 1984.
Outre ses activités académiques, C. Gaignebet a encore été le co-scénariste du film La Très Excellente et Divertissante Histoire de François Rabelais, produit par France Télévisions. Il a aussi proposé des stages d'initiation à la mythologie et a beaucoup travaillé à France Culture, en compagnie du producteur Claude Mettra pour Les Chemins de la connaissance ; Mettra préface le Carnaval que C. Gaignebet publie chez Payot en 1974.
Spécialiste de François Rabelais et grand connaisseur aussi bien des traditions populaires que des sources scripturaires de l’Antiquité — comme l’était du reste Rabelais lui-même —, Claude Gaignebet a proposé de l’œuvre du plus grand écrivain du XVIe siècle une lecture « à plus hault sens », notamment grâce aux clefs folkloriques et calendaires qu’il a su y reconnaître : sous le masque de la facétie, Rabelais a caché dans ses livres tout un savoir ésotérique empruntant aussi bien à l’héritage pythagoricien qu’à la kabbale, et trouvant échos et prolongements dans la culture populaire, particulièrement dans les conceptions touchant à l’impureté, qu’il s’agisse de la lèpre, des menstrues ou des excréments. 
S'inspirant de la méthode calendaire du folkloriste Pierre Saintyves, proche de l’École de Mythologie française, qui utilise déjà conjointement des données folkloriques, mythologiques, héortologiques, hagiographiques, C. Gaignebet estime que les contes populaires restent, « sous les légers vêtements qu’imposent leur forme (...) les deux grands réservoirs d’une mythographie » (Gaignebet 1976: 305). Il renouvelle ainsi l’approche d’un Henri Dontenville. Sa principale innovation par rapport à ce dernier est l’accent mis sur le calendrier, marqué par les grands rythmes annuels et des insertions de périodes « hors temps » au cours desquelles le temps peut être conçu comme allant « à rebours » — tels les douze Jours ou le cycle de Carnaval.
Si Dontenville avait examiné certaines vies de saints pour les relier au matériel mythologique qu’il étudiait, Gaignebet examine systématiquement leur position dans le calendrier, démontrant qu’il y a là une clef de lecture capitale pour comprendre un grand nombre des éléments « énigmatiques » infusant les œuvres de Rabelais ou Brueghel, pour ne citer que ces deux exemples. Le thème de la circulation des âmes au moment particulier du renversement du temps, lui permet de rendre ainsi compte d’une large partie de la thématique carnavalesque et des mythes associés. S’étant par ailleurs initié personnellement à de nombreuses pratiques traditionnelles de métiers, Claude Gaignebet est à même de déceler la symbolique technique résidant à l'arrière-plan de nombreuses légendes.
Enfin, C. Gaignebet a su comprendre l'importance des étymologies populaires et des jeux de mots qui, souligne-t-il, sont bien plus créateurs de mythologie que les étymologies savantes, obscurcies aux oreilles des locuteurs par l’évolution phonétique.